# Dolmen von Glarborg
Der Dolmen von Glarborg war eine megalithische Grabanlage der jungsteinzeitlichen Nordgruppe der Trichterbecherkultur im Kirchspiel Græsted in der dänischen Kommune Gribskov. Er wurde im 19. Jahrhundert zerstört.

## Lage
Das Grab lag unmittelbar südlich von Glarborg auf einem Feld.

## Forschungsgeschichte
Der genaue Zerstörungszeitpunkt des Grabes ist unbekannt. Mitarbeiter des Dänischen Nationalmuseums führten im Jahr 1886 eine Dokumentation der Fundstelle durch. Zu dieser Zeit waren keine baulichen Überreste mehr erhalten.

## Beschreibung
Die Anlage besaß eine runde Hügelschüttung unbekannter Größe, die mit einer steinernen Umfassung umgeben war. Der Hügel enthielt eine ost-westlich orientierte Grabkammer, die als Dolmen anzusprechen ist. Sie hatte einen rechteckigen Grundriss und eine Länge von etwa 12 Fuß (ca. 3,8 m). Die Kammer besaß jeweils einen Wandstein im Norden, Westen und Süden sowie einen Deckstein. Die östliche Schmalseite war offen.